# Alexandros Makriyannis
Alexandros Makriyannis (* 9. September 1939) ist ein Professor für Chemie und chemische Biologie an der Northeastern University in Boston, Massachusetts.
Er leitet am dortigen Department of Medicinal Chemistry das Center for Drug Discovery und hat den George-Behrakis-Lehrstuhl für Pharmazeutische Biotechnologie inne. Seine Forschungen sind vor allem auf das Endocannabinoid-System und synthetische Cannabinoide ausgerichtet.
Das synthetische Cannabinoid AM-2201 ist nach ihm benannt.

## Auszeichnungen
- Distinguished Scientist Award, University of Connecticut Alumni (1996)
- National Institute of Health MERIT Awards (1997–2007, 2007–2017)
- Distinguished Professor, University of Connecticut, Board of Trustees (2002)
- Ehrendoktorwürde, Universität Athen (2005)
- Mechoulam Life Achievement Award in Cannabinoid Research (ICRS) (2006)
- Kenneth E. Avis Award in Medicinal Chemistry (2007)
- Marquis Who’s Who in Science and Engineering (2007)
- ACS Research Lifetime Achievement Award in Medicinal Chemistry (2012)
- Annual NU Award for Excellence in Research and Creativity (2012)
- ACS Medicinal Chemistry Hall of Fame (2013)
- Distinguished Professor, Northeastern University (2015)
- AAPS Distinguished Pharmaceutical Scientist Award (2015)
- Ehrendoktorwürde der Universität Kreta (2018)
- CPDD Nathan B. Eddy Memorial Award (2018)